# Facciamo finta che sia vero
Facciamo finta che sia vero (с итал. — «Давайте сделаем вид, что это правда») — студийный альбом итальянского певца и актёра Адриано Челентано, который был выпущен 29 ноября 2011 года лейблом Universal Music. Это сорок первый по счёту студийный альбом исполнителя. Запись песен проходила в течение двух лет, с 2010 по 2011 годы. Повторный релиз альбома состоялся 2 октября 2012 года.
Альбом был издан в трёх вариантах — самостоятельный CD, LP, а также версия CD+DVD. Пять композиций — «Non ti accorgevi di me», «Non so più cosa fare», «Ti penso e cambia il mondo», «Anna parte» и «La cumbia di chi cambia» — были также выпущены отдельно в качестве цифровых синглов. На одну из этих песен был снят музыкальный видеоклип.
Данный альбом Челентано записал спустя четыре года после выхода своего предыдущего диска Dormi amore, la situazione non è buona. В создании альбома впервые за долгое время не участвовали постоянные партнёры певца — композитор Джанни Белла и поэт-песенник Могол, с которыми Челентано сотрудничал с 1999 года.
Альбом является совместной работой Челентано с такими певцами и композиторами, как Франко Баттиато, Джулиано Санджорджи, Ману Чао, Фил Палмер, а также рэпер Джованотти и пианист Рафаэль Гуалацци, представитель Италии на Евровидении 2011. В Италии альбом получил статус дважды платинового.

## История создания и выход
Изначально планировался одновременный выход диска и мультсериала «Адриан», где Челентано выступает в качестве режиссёра и художественного директора, в начале 2012 года, так как они должны были быть составными одной истории. Однако 28 сентября 2011 года в итальянской газете Corriere della Sera появилась статья, в которой сообщалось о скором выходе песни с нового диска Адриано Челентано. За несколько дней до этого один из участников записи альбома — Джованотти, разместил в свой Twitter видеоролик, снятый в студии Pinaxa в Милане, где и записывалась одна из песен альбома. В видеоролике певец дал несколько комментариев по поводу записи новой песни с Челентано: «Вы не представляете себе, что произошло. Вчера и позавчера в этой студии витал ветер перемен, ветер истории, ветер рок-н-ролла». 21 октября на сайте iTunes появился первый сингл с нового диска, «Non ti accorgevi di me». Песня рассказывает о желании любить и быть любимыми, а также необходимости понять друг друга как себя самого.

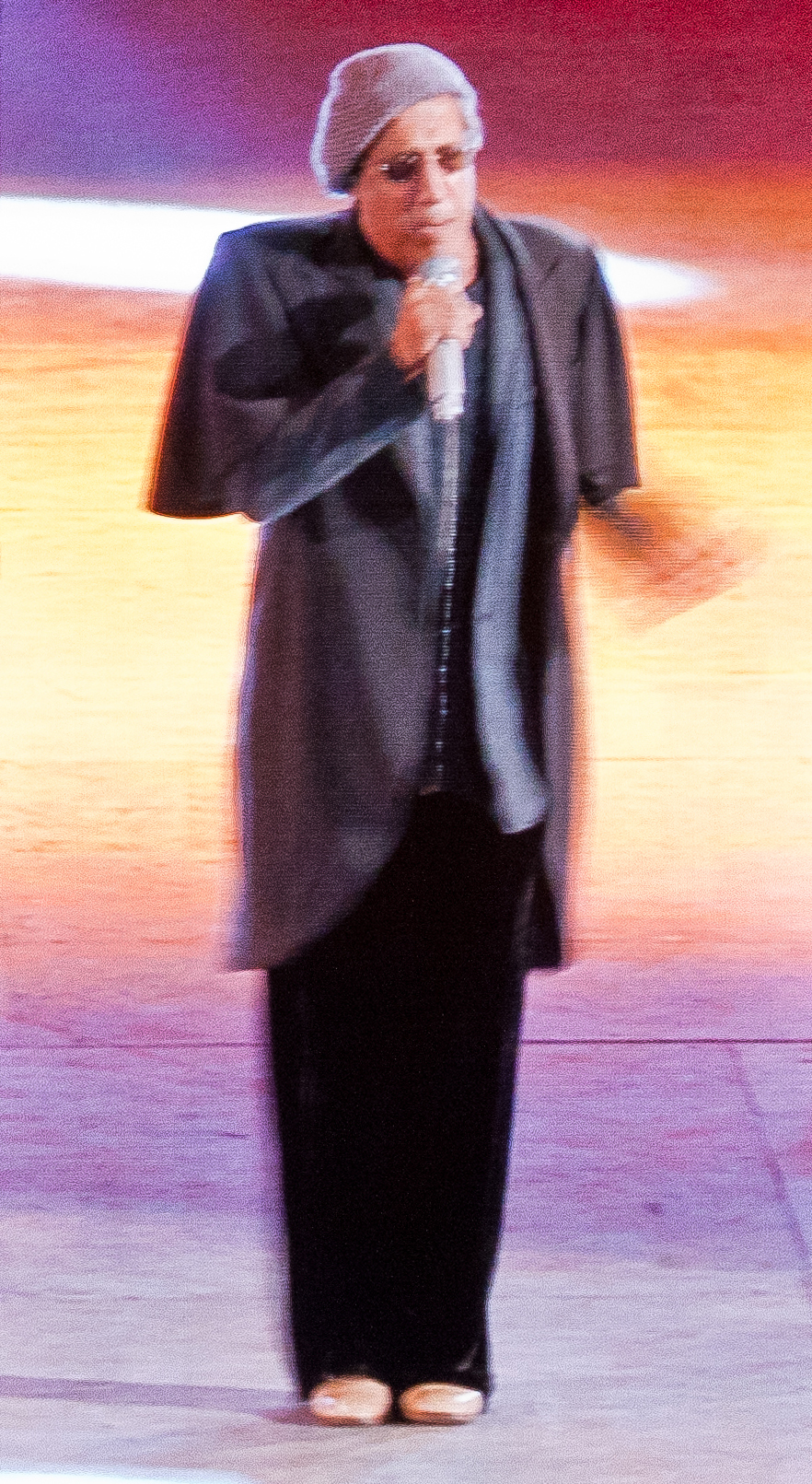
На шоу Rock Economy Адриано исполнил живьём четыре песни из альбома (2012 год)

24 ноября 2011 года Клаудия Мори, супруга Челентано, дала пресс-конференцию, посвящённую выходу нового альбома. Диск вышел 29 ноября. К официальному изданию диска также прилагается буклет, содержащий тексты песен и фотографии, сделанные во время записи альбома, а также список всех участников записи альбома.
2 декабря 2011 года был издан очередной выпуск журнала la Repubblica XL с заголовком: «The Clan. Челентано звонит, Джованотти и Джулиано Санджиорджи отвечают. История большой встречи». На обложке журнала была фотография Челентано, Джованотти и Санджорджи.
11 декабря 2011 года вышел официальный клип на песню «Non so più cosa fare» из нового альбома. Его премьера на телевидении состоялась в рамках шоу Che tempo che fa, гостьей которого в тот вечер была Клаудия Мори. В клипе снялись все четыре исполнителя данной песни — Челентано, Джованотти, Франко Баттиато и Джулиано Санджорджи.
Титульную песню «Facciamo finta che sia vero» Челентано также исполнил на открытии фестиваля итальянской песни в Сан-Ремо 14 февраля 2012 года, а на закрытии фестиваля, 18 февраля, он спел ещё две песни из нового альбома — «La cumbia di chi cambia» и «Ti penso e cambia il mondo», последнюю — совместно с ведущим фестиваля, Джанни Моранди. Все песни были исполнены вживую. 8 и 9 октября 2012 года четыре песни из альбома были исполнены певцом на его концерте Rock Economy в Вероне, где снова был друг Челентано, певец Джанни Моранди.
В России альбом вышел 16 июля 2012 года. 2 октября того же года вышло переиздание альбома — CD+DVD. Переиздание включает в себя абсолютно другую версию песни «La cumbia di chi cambia», а также бонус-трек — live-версию «Ti penso e cambia il mondo» с Сан-Ремо. В DVD-диск вошли: музыкальный клип на песню «Non so più cosa fare», выступление Моранди и Челентано на фестивале Сан-Ремо, а также видеоролик о презентации альбома.

## Художественные особенности
Музыка альбома представлена такими жанрами, как поп, рок, кумбия и танго. Аранжировки песен очень разнообразны — в альбоме присутствуют как «тяжёлые гитары» («Fuoco nel vento», «Non ti accorgevi di me»), так и лёгкие, романтичные клавишные инструменты («Anna parte», «La mezza luna»). Основные темы композиций — борьба за экологию, рассуждения об экономическом кризисе, коррупции, власти денег и бездуховности. Благодаря новым авторам песен, диск получился совсем не похожим на предыдущие работы Адриано 2000-х годов. Альбом представляет собой уникальный пример живой музыки в сочетании с современной итальянской поэзией, отражающих современное настроение авторов, как людей разных поколений. В интервью телеканалу TG1 Челентано охарактеризовал диск как «крик ярости», и заявил, что данный альбом — самый «политический». Но в то же время диск не лишён лирических тем, поскольку, как объясняет Челентано, «любовь есть даже в страданиях». В интервью для издания Il Venerdì di Repubblica от 2 декабря 2011 года на вопрос о том, как ему удалось найти общий язык со своими новыми соавторами, Челентано ответил:

Когда художники работают вместе, очень сложно допустить ссору, так как есть взаимный стимул, заставляющий не только размышлять, даже когда ты не разделяешь мнения другого, но также и развить идею, которая не всегда бывает твоя. Дело не только в том, что Баттиато, Джованотти и Джулиано из Negramaro мне очень симпатичны, но ещё и в том, что между нами существует практически философское взаимопонимание.
Оригинальный текст (итал.)Quando gli artisti sono alla pari è difficile che ci siano litigi proprio perché, in quanto alla pari, c'è una stima reciproca che ti obbliga non solo a riflettere quando magari non condividi il pensiero dell'altro, ma anche ad espandere una certa elasticità nell'accettazione di un'idea che non sempre è tua. Con Battiato, Jovanotti e Giuliano dei Negramaro c'è stato un rapporto direi quasi filosofico oltre che di simpatia.
— Челентано
Адриано вложил в музыку то, что давно пишет в газетах или что говорил в своих редких публичных выступлениях. Это — его политическая речь, которая будет интересна не только сегодня, но и завтра, потому что в этой стране давно ничего не меняется.
Журналист Мишель Серра был поражён песней под названием «Il mutuo» (с итал. — «Заём»), текст и музыку к которой написал сам исполнитель. Спросив Челентано о его уровне знаний в области экономики, журналист получил такой ответ: «Что-то я понимаю, но есть ещё много неясных моментов. И всё-таки я вижу в ней бомбу, на которой сидит мир».

Челентано и Санджорджи обсуждают песню «Non ti accorgevi di me» (2011 год)

Обложка альбома представляет собой фотографию Челентано с агрессивным выражением лица. На певце висит электрическая гитара. Эта же фотография использована и в обложке к синглу «Non ti accorgevi di me», но в данном варианте виден лишь силуэт певца, который окрашен в чёрный цвет. На заднем плане обложки альбома изображены некие военные действия, взрывы, вертолёты, танки и солдаты.
Как и в альбоме Quel punto 1994 года, по окончании нескольких песен слышны звуковые эффекты (ветер, детские голоса, гром, поезд). Композиция «La mezza luna» уже исполнялась Челентано в 1963 году, в альбоме A New Orleans. В версии 2011 года использована современная аранжировка, но текст и мелодия оставлены без изменений. Гармонические обороты в песне «Ti penso e cambia il mondo» частично позаимствованы из Прелюдии № 20 Фредерика Шопена. Однако 15 октября 2012 года на официальном сайте Челентано появилась запись, поясняющая, что произведение Шопена является общественным достоянием, поэтому его «цитирование» не может рассматриваться как нарушение авторских прав.
Песня «Non so più cosa fare», музыку к которой написал популярный испанский музыкант Ману Чао, имеет необычный ритмический разрыв. В середине композиции музыка затихает, после чего следует довольно продолжительный «spoken word», представляющий собой фрагмент из телевизионного шоу Rockpolitik, в котором Адриано Челентано вёл беседы на политические темы. После данного фрагмента песня вновь обретает первоначальный характер. В заключительной композиции «Il mutuo», как и в песне «Non so più cosa fare», тоже присутствует монолог Челентано в речевой форме.

## Коммерческий успех и реакция критики
| Оценки критиков      | Оценки критиков |
| Источник             | Оценка          |
| -------------------- | --------------- |
| Коммерсантъ-Weekend  | положительная   |
| Известия.ру          | положительная   |
| SpazioRock.it        | [ 30 ]          |
| SentireAscoltare.com | [ 31 ]          |
| Outune.net           | [ 32 ]          |
| TopPop.ru            | положительная   |

 Amazon

 Rate Your Music
Альбом был положительно встречен критикой и публикой. Большинство музыкальных обозревателей отметило неожиданные стилистические решения и высокое качество аранжировок. По достоинству был оценён и вокал Челентано — голос звучит невероятно бодро и чисто. В Италии диск стал дважды платиновым, было продано около 200 тысяч экземпляров альбома. В итальянском чарте диск находился на третьем месте. Альбом стал пятым платиновым альбомом в творчестве певца, и вошёл в десятку лучших альбомов 2011 года по версии радиостанции «Вести ФМ».
Музыкальный обозреватель газеты «Коммерсантъ» Борис Барабанов положительно отнёсся к альбому, отметив:

Facciamo finta che sia vero — альбом, искрящийся фантазией, неожиданными поворотами аранжировок, свежими мелодиями, знакомыми сладкими гармониями и мощными социальными высказываниями.
— Б. Барабанов
Портал Известия.ру тоже дал положительную оценку новому диску:

Альбом по-хорошему предсказуем. Конечно, рассуждения на тему коррупции, революции, власти денег и бездуховности в мире чистогана из уст одного из самых богатых людей Италии выглядели бы умозрительно, если бы речь шла не о Челентано. Слова «политика», «экономика» и «спрэд» звучали на его альбомах (наряду со словом «романтика») и раньше. И так ли это плохо, что один из самых уважаемых мировых артистов высказывается на темы, о которых другие музыканты предпочитают молчать или просто не смогут их чётко сформулировать? Тем более что две самые важные составляющие песен Челентано — музыка и неповторимый голос — на Facciamo finta che sia vero так же великолепны, как и прежде.
— Известия.ру

## Список композиций
Альбом состоит из девяти композиций, пять из которых Адриано исполнил сольно, а четыре — совместно с другими певцами.
| №  | Название                                                               | Текст песни                  | Музыка                        | Длительность |
| -- | ---------------------------------------------------------------------- | ---------------------------- | ----------------------------- | ------------ |
| 1. | «Non ti accorgevi di me» (совместно с группой Negramaro)               | Джулиано Санджорджи          | Джулиано Санджорджи           | 3:10         |
| 2. | «Ti penso e cambia il mondo»                                           | Джино Де Крешенцо (Пачифико) | Стивен Липсон, Маттео Саджезе | 4:25         |
| 3. | «Facciamo finta che sia vero» (совместно с Франко Баттиато)            | Франко Баттиато              | Никола Пьовани                | 3:26         |
| 4. | «Non so più cosa fare» (совместно с Санджорджи, Баттиато и Джованотти) | Адриано Челентано            | Ману Чао                      | 6:31         |
| 5. | «Anna parte»                                                           | Коррадо и Камилло Кастеллари | Коррадо Кастеллари            | 3:25         |
| 6. | «Fuoco nel vento»                                                      | Лоренцо Джованотти           | Маттео Саджезе                | 4:22         |
| 7. | «La cumbia di chi cambia»                                              | Лоренцо Джованотти           | Лоренцо Джованотти            | 4:13         |
| 8. | «La mezza luna» (совместно с Рафаэлем Гуалацци и Трилоком Гурту)       | Фред Игнор                   | Хейно Гейз                    | 3:29         |
| 9. | «Il mutuo»                                                             | Адриано Челентано            | Адриано Челентано             | 6:56         |

### Хронология синглов
| №  | Название                                           | Автор(ы)                                | Длительность |
| -- | -------------------------------------------------- | --------------------------------------- | ------------ |
| 1. | «Non ti accorgevi di me» (21 октября 2011 года)    | Джулиано Санджорджи                     | 3:10         |
| 2. | «Non so più cosa fare» (2 декабря 2011 года)       | Ману Чао, Челентано                     | 6:31         |
| 3. | «Ti penso e cambia il mondo» (13 января 2012 года) | Пачифико, Стивен Липсон, Маттео Саджезе | 4:25         |
| 4. | «Anna parte» (27 апреля 2012 года)                 | Коррадо и Камилло Кастеллари            | 3:25         |
| 5. | «La cumbia di chi cambia» (1 июня 2012 года)       | Лоренцо Джованотти                      | 4:13         |

## Участники записи
В записи альбома принимали участие:

### Музыканты
| - Адриано Челентано (итал. Adriano Celentano) — вокал (дорожки 1—9), бэк-вокал (дорожки 4, 7, 9), продюсирование. - Джулиано Санджорджи (итал. Giuliano Sangiorgi) — вокал, фортепиано, гитара (дорожка 1). - Эмануеле Спедикато (итал. Emanuele Spedicato) — гитара (дорожка 1). - Эрманно Карла (итал. Ermanno Carla) — бас-гитара (дорожка 1). - Данило Таско (итал. Danilo Tasco) — ударная установка (дорожка 1). - Андреа Мариано (итал. Andrea Mariano) — фортепиано, синтезаторы (дорожка 1). - Андреа Де Рокко (итал. Andrea De Rocco) — семплер (дорожка 1). - Питер Мюррей (англ. Peter Murray) — фортепиано (дорожки 2, 6). - Фил Палмер (англ. Phil Palmer) — аранжировка (дорожки 2, 6), гитара (дорожка 6). - Нэйтан Ист (англ. Nathan East) — бас-гитара (дорожки 2, 6). - Стивен Феррон (англ. Stephen Ferrone) — ударные (дорожки 2, 6). - Лола Фегали (англ. Lola Feghaly), Антонелла Пепе (итал. Antonella Pepe) — бэк-вокал (дорожки 2, 6, 9). | - Сильвио Поццоли (итал. Silvio Pozzoli), Морено Феррара (итал. Moreno Ferrara) — бэк-вокал (дорожки 2, 6). - Кьяра Вергати (итал. Chiara Vergati) — бэк-вокал (дорожка 9). - Никола Пьовани (итал. Nicola Piovani) — аранжировка (дорожка 3). - Давиде Тальяпьетра (итал. Davide Tagliapietra) — гитара, бас-гитара (дорожки 4, 5, 7—9). - Кристиан Ригано (итал. Cristian Rigano) — клавишные (дорожки 4, 5, 8). - Микеле Канова (итал. Michele Canova) — программирование, бас (дорожки 4, 5), клавишные, аранжировки (дорожки 4, 5, 7—9). - Трилок Гурту (кашм. त्रिलोक गुर्टू) — перкуссия (дорожка 8). - Рафаэль Гуалацци (итал. Raffaele Gualazzi) — вокал, фортепиано (дорожка 8). - Массимо Морганти (итал. Massimo Morganti), Карло Пьермартире (итал. Carlo Piermartire) — тромбон (дорожка 8). - Энрико Бенвенути (итал. Enrico Benvenuti) — теноровый саксофон (дорожка 8). - Массимо Валентини (итал. Massimo Valentini) — саксофон контральто, сопрано и баритон (дорожка 8). - Луиджи Фаджи Гриджони (итал. Luigi Faggi Grigioni) — труба (дорожка 8). |

### Технический персонал
- Клаудия Мори (итал. Claudia Mori) — главный координатор.
- Пино Пискетола (итал. Pino Pischetola) — сведение (дорожки 2, 6).
- Джузеппе Конте  (итал. Giuseppe Conte) — звуковой ассистент (дорожка 8).

## Технические данные
Регистрация:
- Officine Meccaniche Recording Studios[англ.], Милан (дорожка 1).
- Forward Studios, Гроттаферрата (Рим) (дорожки 2, 6).
- Forum Music Village[англ.], Рим (дорожка 3).
- Studio Kaneepa, Милан (дорожки 4, 5, 7, 9).

Запись:
- Air Studio, Гальбьяте (LC); Pinaxa Studio, Милан.

## Чарты и сертификации
| Страна    | Позиция |
| --------- | ------- |
| Италия    | 3       |
| Россия    | 8       |
| Швейцария | 33      |

| Италия  | Италия | Италия | Италия | Италия | Италия | Италия | Италия | Италия | Италия | Италия | Италия | Италия | Италия | Италия | Италия | Италия | Италия | Италия | Италия |    |    |    |    |
| Неделя  | 01     | 02     | 03     | 04     | 05     | 06     | 07     | 08     | 09     | 10     | 11     | 12     | 13     | 14     | 15     | 16     | 17     | 18     | 19     | 20 | 21 | 22 | 23 |
| ------- | ------ | ------ | ------ | ------ | ------ | ------ | ------ | ------ | ------ | ------ | ------ | ------ | ------ | ------ | ------ | ------ | ------ | ------ | ------ | -- | -- | -- | -- |
| Позиция | 4      | 7      | 3      | 3      | 4      | 5      | 6      | 5      | 10     | 12     | 12     | 10     | 3      | 7      | 11     | 6      | 9      | 18     | 16     | 27 | 34 | 41 | 51 |

| Страна (2011) | Позиция |
| ------------- | ------- |
| Италия        | 11      |

| Страна | Статус        | Продажи/отгрузки |
| ------ | ------------- | ---------------- |
| Италия | 2× Платиновый | 154560           |

### Комментарии
1. ↑  В официальном буклете альбома композиции «Ti penso e cambia il mondo» и «Fuoco nel vento» датированы 2010-м годом, а «Non so più cosa fare» — 2003-м.
2. ↑  Согласно ряду источников, смена авторов была осуществлена по инициативе Клаудии Мори[6].
3. ↑  Имеется в виду сотрудничество Челентано с Беллой и Моголом вместе, поскольку отдельно с Моголом певец сотрудничал и раньше.
4. ↑  Данную песню Ману Чао сочинил ещё в 2003 году, о чём свидетельствует официальный буклет альбома, но в его исполнении песня никогда не выпускалась. Лишь через семь лет композитор «отдал» её Челентано.
5. ↑  Список участников записи альбома приведён в соответствии с данными, опубликованными в официальном буклете альбома.